# Rosedale (Kalifornija)
Rosedale je naseljeno područje za statističke svrhe u američkoj saveznoj državi Kalifornija. Prema popisu stanovništva iz 2010. u njemu je živjelo 14.058 stanovnika.